# Raul Valdez
Raul Valdez (* 6. Oktober 1944 in El Paso, Texas) ist ein US-amerikanischer Ökologe und Mammaloge. Er hat Forschungserfahrung mit Wildschafen in den Vereinigten Staaten, Mexiko, Iran, der Mongolei, Pakistan, Kirgisistan und Turkmenistan.

## Leben
Valdez’ Interesse für Wildschafe wurde geweckt, als er als Teenager die Abenteuer des Forschers und Paläontologen Roy Chapman Andrews, dem angeblichen Vorbild für die Filmfigur „Indiana Jones“, in der Mongolei, las. 1965 erwarb er den Bachelor of Science an der University of Texas at El Paso. 1970 wurde er mit der Dissertation Taxonomy and geographic variation of the bats of the genus Phyllostomus zum Ph.D. in Wildtiermanagement an der Texas A&M University promoviert. Von 1971 bis 1973 war er Freiwilliger im Umweltprogramm des Friedenscorps und der Smithsonian Institution, wo er an ökologischen und verhaltensbezogener Studien an armenischen Wildschafen in Rezaieh, Iran, teilnahm. Von 1973 bis 1975 war er Leiter der Wildschaf-Einheit und ökologischer Berater beim Iranischen Umweltministerium in Teheran. Hier war er für die Planung, Koordination und Durchführung von Studien zur Systematik, Ökologie und zum Verhalten von Wildschafen im Iran sowie als Berater für Wildtiermanagementprogramme verantwortlich. Von 1975 bis 1977 war er Dozent und Laborkoordinator an der Abteilung für Wildtier- und Fischereiwissenschaften der Texas A&M University. Ab 1975 war er Assistant Professor an der Abteilung für Fischerei- und Wildtierwissenschaften an der New Mexico State University, wo er 1981 zum außerordentlichen Professor und 1985 zum ordentlichen Professor befördert wurde. Von 2006 bis 2007 war er zusätzlich stellvertretender Leiter und von 2007 bis 2010 Leiter der Abteilung für Fischerei- und Wildtierwissenschaften. 2013 ging er als emeritierter Professor in den Ruhestand.
Valdez’ Forschungsschwerpunkt gilt dem Weidesystem von Paarhufern in trockenen Zonen. 1993 nahm er an Erhebungen über Wildschafe in der östlichen Wüste Gobi und im westlichen Altaigebirge teil.
Valdez ist Autor oder Co-Autor mehrerer Bücher und Monografien, darunter The Wild Sheep of the World (1982), Wild sheep and Wild sheep hunters of the Old World (1983), Lord of the Pinnacles. Wild Goats of the World (1985), Natural Resources: Ecology, Economics, and Policy (1999), Mountain Sheep of North America (1999), Ecología y Manejo de Fauna Silvestre en México (2014), An annotated bibliography of books related to hunting the wild sheep and goats of the world (2015) und Wildlife ecology and management in Mexico (2019). 2011 war er Co-Autor des Kapitels über die Hornträger im zweiten Band des Handbook of the Mammals of the World.
Valdez war Mitglied der IUCN/SSC Caprinae Specialist Group.